# Ашока Чакра (орден)
Ашока Чакра (Ашок Чакра, хинди अशोक चक्र, англ. Ashok Chakra) — высший орден Индии в мирное время. Среди гражданских наград Индии занимает второе место по старшинству после Бхарат Ратна; согласно указу президента Индии за 2001 год, в порядке старшинства уступает также высшему военному ордену Парам Вир Чакра. В отличие от Парам Вир Чакра, вручающегося только за героизм перед лицом врага (на поле боя), Ашока Чакра вручается за «особо выдающуюся смелость, отважное действие или исключительное проявление героизма или самопожертвования не перед лицом врага».

## История и описание
Награда учреждена 4 января 1952 года как орден «Ашока Чакра» 1-й степени для награждения актов особо выдающейся смелости, отважных действий и исключительных проявлений героизма или самопожертвования не перед лицом врага. Своё современное название носит с 27 января 1967 года.
Наградной знак имеет вид позолоченного круга диаметром 1+3⁄8 дюйма (3,5 см). В центре лицевой стороны медали изображена Ашока Чакра — Колесо Ашоки (разновидность Дхармачакры с 24 спицами), заключённая в лотосовый венок. На обратной стороне находятся выпуклые слова «Ашока Чакра» на хинди и английском языке, надписи разделены двумя изображениями цветков лотоса. По кромке медали с обеих сторон идёт орнаментальная обводка. Медаль крепится с помощью шарнира и скобы к орденской ленте зелёного цвета, разделённой на два равных сегмента вертикальной оранжевой линией.
При повторном награждении предусмотрено добавление планки на орденскую ленту, к которой прикреплён наградной знак, а при ношении ленты без наградного знака — добавление на неё миниатюрного изображения Колеса Ашоки.

## Условия награждения
Награда присваивается за «особо выдающуюся смелость, отважное действие или исключительное проявление героизма или самопожертвования не перед лицом врага». Последнее уточнение отличает её от высшего военного ордена Парам Вир Чакра, вручаемого за аналогичные действия перед лицом врага только в военное время.
Награды может быть удостоен военнослужащие в любом звании, служащие военно-медицинского персонала и гражданские лица любых профессий (с 1999 года в этот список включены служащие полиции, включая полувоенные формирования и службу железнодорожной охраны, до этого вместе с членами регулярных пожарных команд из списка исключённые).
Уставом предусмотрена возможность повторного награждения и повторных награждений. С получением награды кавалеру устанавливается ежемесячная пенсия в размере 1400 рупий. Каждое последующее награждение добавляет к этой сумме ещё 1400 рупий.

## Кавалеры
Первые кавалеры Ашока Чакры были удостоены этой награды за участие 13 сентября 1948 года в подавлении восстания в княжестве Хайдарабад, известном как операция «Поло». Ими стали хавильдар Бачиттар Сингх (2-й батальон Сикхского полка) и наик Нар Бахадур Тхапа (5-й батальон 5-го Гуркхского стрелкового полка).
Самым молодым кавалером Ашока Чакры и первой женщиной, удостоенной этой награды, стала посмертно стюардесса авиакомпании «Pan American World Airways» Нирджа Бханот. Благодаря ей спаслись более 300 пассажиров рейса «PA 73» (включая нескольких детей), когда тот был захвачен 5 сентября 1986 года боевиками из «Организации Абу Нидаля» во время промежуточной посадки в пакистанском городе Карачи. Закрыв собой от пуль троих детей, Нирджа получила несколько смертельных ранений, но сумела эвакуировать всех троих в безопасное место. По дороге в больницу Нирджа Бханот скончалась от полученных ранений.
25 января 2012 года 53-м кавалером Ашока Чакры за всю историю награды стал лейтенант Навдип Сингх (15-й батальон Маратской лёгкой пехоты), погибший в ходе антитеррористической операции в секторе Гурез (Джамму и Кашмир), убив в бою троих диверсантов и спасший жизни своих товарищей.
Среди кавалеров ордена также участники совместного советско-индийского космического полёта — Ракеш Шарма, Юрий Малышев и Геннадий Стрекалов. Советские космонавты остаются единственными иностранцами, удостоенными этой награды.